# Justicia polygaloides
Justicia polygaloides är en akantusväxtart som först beskrevs av Spencer Le Marchant Moore, och fick sitt nu gällande namn av Gustav Lindau. Justicia polygaloides ingår i släktet Justicia och familjen akantusväxter. Inga underarter finns listade i Catalogue of Life.